# 유기천 (정치인)
유기천(劉基天, 1927년 4월 6일~1994년 9월 4일)은 대한민국의 정치인이다. 평안북도 박천군 출신이며 제13대 국회의원을 지냈다.

## 학력
- 평양고등보통학교 졸업
- 고려대학교 경영대학원 졸업
- 동국대학교 행정대학원 석사 과정 졸업
- 육군사관학교 8기 졸업
- 국방대학원(현재의 국방대학교) 졸업

## 주요 경력
- 제16대 관선 강원도 춘천시장 (1971년 8월 10일 ~ 1973년 7월 11일)
- 제7대 관선 제주도 부지사 (1974년 8월 27일 ~ 1975년 8월 28일)
- 제8대 관선 강원도 부지사 (1978년 8월 2일 ~ 1980년 3월 12일)
- 제6대 산림청 차장 (1980년 9월 10일 ~ 1982년 7월 9일)
- 제5대 이북5도위원회 평안남도지사 (1982년 7월 ~ 1988년 6월)

## 역대 선거 결과
| 실시년도 | 선거  | 대수 | 직책     | 선거구 | 정당       | 득표수      | 득표율         | 순위        | 당락 | 비고 |
| -------- | ----- | ---- | -------- | ------ | ---------- | ----------- | -------------- | ----------- | ---- | ---- |
| 1988년   | 총선  | 13대 | 국회의원 | 전국구 | 민주정의당 | 6,670,494표 | \| \| 34.0% \| | 전국구 21번 |      | 초선 |
|          | 34.0% |      |          |        |            |             |                |             |      |      |

| 전임 임성재 | 제6대 산림청 차장 1980년 9월 10일 ~ 1982년 7월 9일 | 후임 이남두 |